# Павсекакій
Павсека́кій — старовинне чоловіче ім'я, що практично не вживається в сучасній Україні.

## Походження імені
До української мови запозичене через посередництво старослов'янської мови з грецької. Походить від грецьких слів παύω (пауосі) "припиняти, зупиняти" та κακία (какіа) "порок, зло, лихо", тобто дослівно означає "той, хто припиняє зло".

## Вживані форми імені
Уживаються також форми: Павсікакій, Повсікакій, Повсекакій.
По батькові: Павсекакійович, Павсекакіївна. Пестлива форма: Пава.

## Іменини
Іменини Павсекакій святкує 26 травня за новим стилем (13 травня за старим стилем).

## Сигнатури до імені
- Планета: Марс.
- Стихія: Вогонь, тепло-сухо.
- Зодіак: Овен, Скорпіон.
- Колір: Вогненно-червоний, кривавий, залізистий.
- День: Вівторок.
- Метал: Залізо.
- Мінерал: Магнетит, яшма, аметист, лопарська кров.
- Рослини: Часник, цибуля, тютюн, редька, гірчиця, кропива, спаржа, верес, біб, перець пекучий.
- Звірі: Вовк, півень, ворон, гриф, кінь, собака.

## Іншомовні аналоги
- рос. Павсекакий - Павсєкакій
- біл. Паўсекакий - Павсєкакій

## Відомі носії
- Святий Павсекакій (? — †606) — християнський святий, монах та аскет, єпископ синадської церкви у Сирії[3].
- Павсекакій Богданов (нар. 1981) — астролог, народний цілитель, журналіст та громадський діяч Курської області.